# Wiczówka
Wiczówka (ukr. Вичівка, Wycziwka) – wieś na Ukrainie, w obwodzie rówieńskim, w rejonie waraskim, w hromadzie Zarzeczne. W 2019 liczyła 1416 mieszkańców.
W okresie międzywojennym wieś znajdowała się w granicach II RP i była siedzibą gminy w powiecie pińskim, w województwie poleskim.